# Irish Premier League w piłce siatkowej mężczyzn (2019/2020)
Irish Premier League 2019/2020 – rozgrywki o ligowe mistrzostwo Irlandii zorganizowane przez Irlandzki Związek Piłki Siatkowej (Volleyball Ireland). Zainaugurowane zostały 12 października 2019 roku. 
W rozgrywkach wzięło udział siedem drużyn. W porównaniu do sezonu 2018/2019 do ligi nie zgłosił się klub Santry Eagles. Do najwyższej klasy rozgrywkowej dołączyły natomiast Galway oraz DVC Abu.
12 marca 2020 roku ze względu na pandemię COVID-19 Volleyball Ireland zawiesił do odwołania wszystkie organizowane przez siebie rozgrywki. 19 maja 2020 roku zdecydował o ostatecznym zakończeniu rozgrywek i uznaniu ich za niebyłe.

## System rozgrywek
Do rozgrywek zgłosiło się siedem drużyn. Rozegrały one ze sobą spotkania systemem każdy z każdym – mecz u siebie i rewanż na wyjeździe. Zwycięzcą rozgrywek została drużyna, która po rozegraniu wszystkich meczów zdobyła największą liczbę punktów.

## Drużyny uczestniczące
| | Irish Premier League 2019/2020 |   |
| --- | ------------------------------ | - |
| UCD | UCD                            | 1 |
| ALI | Aer Lingus                     | 2 |
| TAL | Tallaght Rockets               | 3 |
| ITC | IT Carlow                      | 5 |
| DVC B | DVC Bravo                      | 6 |
| | Awans z Division 1             |   |
| GLW | Galway                         | 3 |
| | Nowi uczestnicy                |   |
| DVC A | DVC Abu                        |   |
| Oznaczenia: - kolumna pierwsza – skróty nazw drużyn wpisane na mapie (jeśli ta została zamieszczona), - kolumna trzecia – miejsce zajęte przez daną drużynę w poprzednim sezonie. |                                |   |

## Hale sportowe
| Klub             | Hala sportowa              | Miejscowość |
| ---------------- | -------------------------- | ----------- |
| Aer Lingus       | ALSAA Sports Centre        | Dublin      |
| DVC Abu          | Coláiste Bríde             | Dublin      |
| DVC Bravo        | Coláiste Bríde             | Dublin      |
| Galway           | Calasanctius College       | Oranmore    |
| IT Carlow        | Barrow Centre              | Carlow      |
| Tallaght Rockets | Firhouse Community College | Dublin      |
| UCD              | UCD Sports Centre          | Dublin      |

## Rozgrywki

### Tabela wyników
| Gospodarz \ Gość1 | UCD | ALI | TAL | ITC | DVC B | GLW | DVC A |
| ----------------- | --- | --- | --- | --- | ----- | --- | ----- |
| UCD               | -   | 3:0 | 2:3 | —   | 3:0   | 3:0 | 3:1   |
| Aer Lingus        | 3:0 | -   | —   | —   | 3:2   | —   | 3:0   |
| Tallaght Rockets  | —   | 2:3 | -   | 3:0 | 2:3   | 2:3 | —     |
| IT Carlow         | 1:3 | 3:1 | 1:3 | -   | 3:2   | 3:0 | 2:3   |
| DVC Bravo         | —   | 0:3 | 0:3 | 0:3 | -     | 3:1 | 2:3   |
| Galway            | 0:3 | 0:3 | 2:3 | 1:3 | —     | -   | 0:3   |
| DVC Abu           | 1:3 | 1:3 | 3:1 | —   | 3:2   | 3:1 | -     |

Źródło: Volleyball Ireland (ang.)
1 Drużyna gospodarzy jest wymieniona po lewej stronie tabeli.
Kolory:
  zwycięstwo gospodarzy 3:0 lub 3:1
  zwycięstwo gospodarzy 3:2
  zwycięstwo gości 3:0 lub 3:1
  zwycięstwo gości 3:2

### Terminarz i wyniki spotkań
| Data        | Godz. | Gospodarz        | Rezultat                                | Gość             |
| ----------- | ----- | ---------------- | --------------------------------------- | ---------------- |
| PAŹDZIERNIK |       |                  |                                         |                  |
| 12.10.2019  | 14:30 | IT Carlow        | 3:0 (25:17, 25:13, 25:18)               | Galway           |
| 12.10.2019  | 15:00 | Aer Lingus       | 3:0 (25:18, 29:27, 25:21)               | DVC Abu          |
| 19.10.2019  | 12:30 | IT Carlow        | 1:3 (29:27, 23:25, 23:25, 23:25)        | UCD              |
| 20.10.2019  | 13:00 | Galway           | 0:3 (20:25, 17:25, 18:25)               | Aer Lingus       |
| LISTOPAD    |       |                  |                                         |                  |
| 02.11.2019  | 15:00 | Aer Lingus       | 3:0 (25:14, 25:16, 25:16)               | UCD              |
| 03.11.2019  | 13:00 | Galway           | 0:3 (17:25, 19:25, 21:25)               | DVC Abu          |
| 17.11.2019  | 12:30 | DVC Abu          | 3:1 (26:24, 19:25, 26:24, 25:20)        | Tallaght Rockets |
| 24.11.2019  | 10:30 | DVC Abu          | 1:3 (11:25, 25:22, 17:25, 22:25)        | UCD              |
| 24.11.2019  | 13:00 | Galway           | 2:3 (12:25, 25:17, 18:25, 25:22, 7:15)  | Tallaght Rockets |
| 24.11.2019  | 15:30 | DVC Bravo        | 0:3 (21:25, 24:26, 22:25)               | Aer Lingus       |
| 30.11.2019  | 14:30 | IT Carlow        | 3:2 (20:25, 25:21, 22:25, 25:23, 15:7)  | DVC Bravo        |
| GRUDZIEŃ    |       |                  |                                         |                  |
| 01.12.2019  | 10:30 | UCD              | 3:0 (25:15, 25:18, 25:19)               | Galway           |
| 01.12.2019  | 13:00 | Tallaght Rockets | 3:0 (25:20, 25:23, 29:27)               | IT Carlow        |
| 01.12.2019  | 14:30 | DVC Abu          | 3:2 (25:22, 23:25, 14:25, 25:23, 15:9)  | DVC Bravo        |
| 10.12.2019  | 20:00 | Tallaght Rockets | 2:3 (25:15, 21:25, 25:21, 9:25, 14:16)  | DVC Bravo        |
| 14.12.2019  | 14:30 | IT Carlow        | 3:1 (15:25, 27:25, 25:22. 25:17)        | Aer Lingus       |
| 15.12.2019  | 11:00 | UCD              | 2:3 (25:15, 23:25, 25:18, 34:36, 10:15) | Tallaght Rockets |
| 15.12.2019  | 12:00 | DVC Bravo        | 3:1 (25:15, 25:20, 22:25, 25:19)        | Galway           |
| STYCZEŃ     |       |                  |                                         |                  |
| 12.01.2020  | 11:00 | UCD              | 3:0 (25:14, 25:20, 25:22)               | DVC Bravo        |
| 12.01.2020  | 14:30 | Tallaght Rockets | 2:3 (25:15, 25:20, 20:25, 20:25, 12:15) | Aer Lingus       |
| 26.01.2020  | 13:00 | Galway           | 1:3 (23:25, 25:22, 14:25, 17:25)        | IT Carlow        |
| 26.01.2020  | 13:00 | DVC Bravo        | 0:3 (25:27, 24:26, 20:25)               | Tallaght Rockets |
| 26.01.2020  | 15:30 | DVC Abu          | 1:3 (15:25, 25:18, 30:32, 18:25)        | Aer Lingus       |
| LUTY        |       |                  |                                         |                  |
| 16.02.2020  | 10:30 | DVC Bravo        | 0:3 (0:25, 0:25, 0:25)                  | IT Carlow        |
| 16.02.2020  | 11:00 | UCD              | 3:0 (25:23, 25:21, 25:19)               | Aer Lingus       |
| 16.02.2020  | 13:00 | DVC Abu          | 3:1 (25:19, 24:26, 25:21, 25:20)        | Galway           |
| 22.02.2020  | 15:15 | Aer Lingus       | 3:2 (25:18, 14:25, 23:25, 25:21, 15:8)  | DVC Bravo        |
| 23.02.2020  | 11:00 | UCD              | 3:1 (13:25, 25:10, 25:14, 25:14)        | DVC Abu          |
| 23.02.2020  | 14:30 | Tallaght Rockets | 2:3 (25:19, 25:14, 19:25, 22:25, 9:15)  | Galway           |
| 29.02.2020  | 11:00 | IT Carlow        | 2:3 (27:25, 25:17, 26:28, 19:25, 13:15) | DVC Abu          |
| MARZEC      |       |                  |                                         |                  |
| 07.03.2020  | 14:30 | IT Carlow        | 1:3 (19:25, 21:25, 27:25, 25:27)        | Tallaght Rockets |
| 08.03.2020  | 13:00 | Galway           | 0:3 (17:25, 19:25, 23:25)               | UCD              |
| 08.03.2020  | 15:30 | DVC Bravo        | 2:3 (23:25, 25:23, 25:16, 20:25, 7:15)  | DVC Abu          |
| 22.03.2020  | 11:00 | UCD              | mecz anulowany                          | IT Carlow        |
| KWIECIEŃ    |       |                  |                                         |                  |
| 05.04.2020  | 15:15 | Aer Lingus       | mecz anulowany                          | Galway           |
| 18.04.2020  | 15:00 | Aer Lingus       | mecz anulowany                          | Tallaght Rockets |
| 19.04.2020  | 10:30 | DVC Bravo        | mecz anulowany                          | UCD              |
| 19.04.2020  | 15:30 | DVC Abu          | mecz anulowany                          | IT Carlow        |
| —           | —     | Aer Lingus       | mecz anulowany                          | IT Carlow        |
| —           | —     | Galway           | mecz anulowany                          | DVC Bravo        |
| —           | —     | Tallaght Rockets | mecz anulowany                          | DVC Abu          |
| —           | —     | Tallaght Rockets | mecz anulowany                          | UCD              |

### Tabela
| Lp. | Drużyna          | Pkt | Mecze | Mecze | Mecze | Rodzaj wyniku | Rodzaj wyniku | Rodzaj wyniku | Rodzaj wyniku | Rodzaj wyniku | Rodzaj wyniku | Sety | Sety | Sety | Sety |
| Lp. | Drużyna          | Pkt | M     | W     | P     | 3:0           | 3:1           | 3:2           | 2:3           | 1:3           | 0:3           | wyg. | prz. | +/-  |      |
| --- | ---------------- | --- | ----- | ----- | ----- | ------------- | ------------- | ------------- | ------------- | ------------- | ------------- | ---- | ---- | ---- | ---- |
| 1   | UCD              | 22  | 9     | 7     | 2     | 4             | 3             | 0             | 1             | 0             | 1             | 23   | 9    | +14  |      |
| 2   | Aer Lingus       | 21  | 9     | 7     | 2     | 4             | 1             | 2             | 0             | 1             | 1             | 22   | 11   | +11  |      |
| 3   | DVC Abu          | 18  | 10    | 6     | 4     | 1             | 2             | 3             | 0             | 3             | 1             | 21   | 20   | +1   |      |
| 4   | Tallaght Rockets | 18  | 9     | 5     | 4     | 2             | 1             | 2             | 3             | 1             | 0             | 22   | 17   | +5   |      |
| 5   | IT Carlow        | 16  | 9     | 5     | 4     | 2             | 2             | 1             | 1             | 2             | 1             | 19   | 16   | +3   |      |
| 6   | DVC Bravo        | 10  | 10    | 2     | 8     | 0             | 1             | 1             | 4             | 0             | 4             | 14   | 27   | –13  |      |
| 7   | Galway           | 4   | 10    | 1     | 9     | 0             | 0             | 1             | 1             | 3             | 5             | 8    | 29   | –21  |      |

| Źródło: Volleyball Ireland (ang.) Zasady ustalania kolejności: 1. liczba zdobytych punktów; 2. liczba wygranych meczów; 3. różnica setów wygranych do setów przegranych; 4. liczba setów wygranych; 4. różnica setów pomiędzy drużynami z tą samą liczbą punktów. Punktacja: 3:0, 3:1 i 3:2 - 3 pkt; 2:3 - 1 pkt; 1:3 i 0:3 - 0 pkt |

## Składy drużyn
| Aer Lingus        | Aer Lingus           |
| Imię i nazwisko   | Pozycja              |
| ----------------- | -------------------- |
| Bartosz Bielecki  | środkowy             |
| Simeon Elinczew   | atakujący            |
| Terence Erraught  | libero               |
| Seweryn Furmański | przyjmujący          |
| Aurélien Gimenez  | rozgrywający/libero  |
| Ľubor Halanda     | rozgrywający         |
| Paweł Kalaga      | przyjmujący/libero   |
| Maciej Milewski   | przyjmujący          |
| Mateusz Szewczyk  | środkowy/przyjmujący |
| Marcin Szklarek   | przyjmujący          |
| Patryk Tur        | atakujący            |

| DVC Abu                | DVC Abu                  |
| Imię i nazwisko        | Pozycja                  |
| ---------------------- | ------------------------ |
| Cillian Bracken-Conway | rozgrywający             |
| Iwan Brigida           | atakujący                |
| Felipe Gustavo Costa   | libero                   |
| Paweł Hajducki         | atakujący/przyjmujący    |
| Paweł Iwiński          | środkowy                 |
| Fabiano Luz            | przyjmujący/libero       |
| Wil Oshoke             | przyjmujący              |
| Mirosław Pilch         | atakujący/przyjmujący    |
| Alan Silva Lima        | przyjmujący              |
| Paweł Waszkiewicz      | przyjmujący/rozgrywający |
| Jonathan Whitty        | środkowy                 |

| DVC Bravo                    | DVC Bravo            |
| Imię i nazwisko              | Pozycja              |
| ---------------------------- | -------------------- |
| Carlos Alejandro             | rozgrywający         |
| Fernando Duarte              | przyjmujący          |
| Daniel Fortes de Figueiredo  | środkowy             |
| Alysson Machado              | środkowy             |
| João Lucas Pires             | przyjmujący/środkowy |
| Dave Lombard                 | przyjmujący/libero   |
| Eduardo Santos Nascimento    | środkowy             |
| Flávio Santos                | atakujący            |
| Ivo Teixeira                 | przyjmujący          |
| Giordano Vinicius dos Santos | atakujący            |

| Galway          | Galway  |
| Imię i nazwisko | Pozycja |
| --------------- | ------- |
| brak danych     |         |

| IT Carlow            | IT Carlow    |
| Imię i nazwisko      | Pozycja      |
| -------------------- | ------------ |
| Radosław Frydlewicz  | rozgrywający |
| Tomasz Kondys        | atakujący    |
| Bartosz Lelental     | środkowy     |
| Robert Maj           | libero       |
| Adrian Margol        | środkowy     |
| Paweł Nowak          | przyjmujący  |
| Brendan O'Regan      | rozgrywający |
| Adrian Pinczura      | środkowy     |
| Jakub Szwec          | przyjmujący  |
| Wojciech Teodorowicz | przyjmujący  |

| Tallaght Rockets   | Tallaght Rockets      |
| Imię i nazwisko    | Pozycja               |
| ------------------ | --------------------- |
| Vilius Bikneris    | przyjmujący/atakujący |
| Wojciech Błaszczak | środkowy              |
| Robert Farnezi     | przyjmujący           |
| Marcin Kwiatek     | przyjmujący           |
| Jacek Leoniec      | atakujący             |
| Nataniel Mota      | libero                |
| Ygor Oliveira      | przyjmujący           |
| Łukasz Stachera    | środkowy              |
| Nikanor Sula       | środkowy              |
| Edgaras Valavičius | środkowy              |
| Felipe Viana       | atakujący             |
| Rickie Wong        | rozgrywający          |
| Israel Xavier      | rozgrywający          |

| UCD                    | UCD                      |
| Imię i nazwisko        | Pozycja                  |
| ---------------------- | ------------------------ |
| Jewgienij Mienszczikow | przyjmujący/atakujący    |
| Osama Edghim           | środkowy                 |
| Hugo Curley            | przyjmujący/rozgrywający |
| Miguel Magno           | rozgrywający             |
| Guillaume Dony         | atakujący/środkowy       |
| Matuesz Olszewski      | środkowy/libero          |
| Alessio Porcacchia     | środkowy                 |
| Clément Calvino        | libero                   |
| Conor Young            | środkowy                 |
| Christian Kolb         | przyjmujący/atakujący    |
| Aleksiej Łoginow       | przyjmujący              |
| Riczard Samojłow       | przyjmujący              |

Źródło: 